# 肉夹馍

普通腊汁肉夹馍

肉夹馍，也称腊汁肉夹馍，源自中國陕西的著名小吃。又粗淺分為兩種，一種是使用白吉馍的“腊汁肉夹馍”；另一種是宝鸡西府的肉臊子夹馍（肉臊子中放食醋）。

## 名称
在关中地区的陕西方言中，人们往往简称夹着其他食料的白吉馍为“夹馍”，然后在前面加上该食料的名称，如花乾（一种用刀剞后油炸的豆腐乾）夹馍，菜夹馍，腊汁肉夹馍。

## 材料

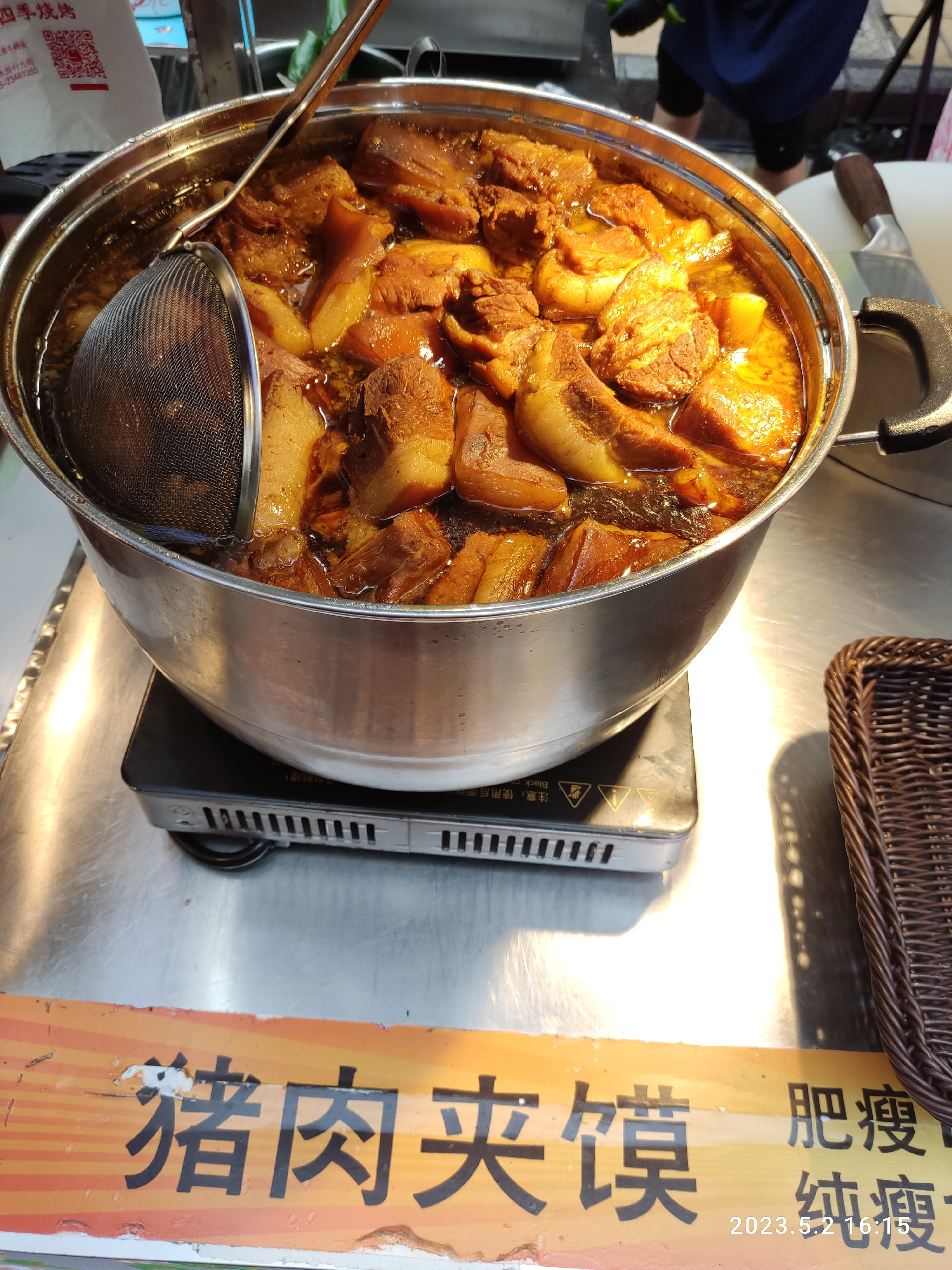
用作肉夹馍内陷的腊汁肉

肉夹馍使用的肉是腊汁肉，是一种用大锅煮制的猪肉，要求煮制时锅中肉汤上有较厚一层油脂，以作保温留香作用，由于油脂较多，冷却后油脂净白如腊、瘦肉也如蜡浸故名腊汁肉；此肉类似酱肉但比一般酱肉酥烂，滋味鲜长。馍使用的馍則是白吉饼，麵是發麵，長時間揉麵讓麵糰較硬，烤製後就會保留獨特的口感，早年使用吊炉，以木炭烤馍，現今多使用燃氣火源。在陕西以外的一些地方，肉夹馍中的肉是以类似制作土耳其烤肉的方法烤制而成。除了肉以外，也有做法是会在其中加入青椒来增加肉夹馍的美味，这一吃法也是广泛认可一种吃法。
陕西地区有使用白吉馍的“腊汁肉夹馍”、宝鸡西府的肉臊子夹馍(肉臊子中放食醋)、潼关的潼关肉夹馍（与白吉馍不同，其馍外观焦黄，条纹清晰，内部呈层状，饼体发胀，皮酥里嫩，火功到家，食用时温度以烫手为佳，且老潼关肉夹馍是热馍夹凉肉，饼酥肉香，爽而不腻）。

## 与类似菜式比较
肉夹馍与西方的汉堡形夹面包（英語：burger-like sandwich，汉语中通称“堡”）形状相似。
源于南美的arepa与肉夹馍风格相似，前者用玉米粉制成。

## 外部連結
- 译名趣谈 | hamburger的鼻祖，出自陕西？ （页面存档备份，存于）（简体中文）